# Thomas Joseph O'Brien
Thomas Joseph O'Brien (Indianapolis, 29 novembre 1935 – Phoenix, 26 agosto 2018) è stato un vescovo cattolico statunitense.

## Biografia
Monsignor Thomas Joseph O'Brien nacque a Indianapolis il 29 novembre 1935 da Frank R. O'Brien e Mary O'Donnell. Aveva una sorella, Jeanne Dearing.

### Formazione e ministero sacerdotale
Si sentì chiamato al sacerdozio fin dalla tenera età. Studiò alla scuola elementare "Santa Caterina da Siena" di Indianapolis dal 1941 al 1949, alla Seminary High School dell'arciabbazia di Saint Meinrad dal 1949 al 1953, al Seminary College dell'arciabbazia di Saint Meinrad dal 1953 al 1957 e nel seminario teologico dell'arciabbazia di Saint Meinrad dal 1957 al 1961.
Il 7 maggio 1961 fu ordinato presbitero per la diocesi di Tucson. In seguito fu vicario parrocchiale della parrocchia dell'Immacolata Concezione a Douglas dal 1961 al 1964, vicario parrocchiale della parrocchia di Santa Teresa a Phoenix dal 1964 al 1966 e vicario parrocchiale della parrocchia di San Gregorio a Phoenix dal 1966 al 1969. Nel 1969 si incardinò nella nuova diocesi di Phoenix che nacque dalla divisione della diocesi di Tucson. In seguito fu segretario del vescovo Edward Anthony McCarthy e cancelliere vescovile dal 1969 al 1978, vicario generale dal 1978 al 1982 e parroco della parrocchia di Santa Caterina da Siena a Phoenix dal 1979 al 1982. Nel marzo del 1981 venne nominato prelato d'onore di Sua Santità. Dopo la morte prematura del vescovo James Steven Rausch avvenuta il 18 maggio 1981, il collegio dei consultori lo elesse amministratore diocesano.

### Ministero episcopale
Il 9 novembre 1981 papa Giovanni Paolo II lo nominò terzo vescovo di Phoenix. Ricevette l'ordinazione episcopale il 6 gennaio successivo nella basilica di San Pietro in Vaticano dallo stesso pontefice, coconsacranti gli arcivescovi Eduardo Martínez Somalo, sostituto per gli affari generali della Segreteria di Stato, e Lucas Moreira Neves, segretario della Congregazione per i vescovi. Come motto scelse l'espressione "per costruire il corpo di Cristo". Prese possesso della diocesi il 18 gennaio successivo.
Il 14 settembre 1987 accolse in diocesi papa Giovanni Paolo II. Fu un evento che ebbe un profondo effetto su migliaia di arizoniani, cattolici e non cattolici. Nel febbraio del 1989 anche Madre Teresa di Calcutta visitò Phoenix per vedere la situazione di centinaia di senzatetto che vivevano nelle strade. Come risultato della sua visita, la futura santa decise di aprire una casa delle Missionarie della Carità a Phoenix chiamata "Dono di Maria". La sua visita portò una grande attenzione pubblica sul problema dei senzatetto nella città. Sotto il suo episcopato, il numero di cattolici nella diocesi di Phoenix crebbe da circa 273 000 unità nel 1982 a più di 530 000 entro il 2003. Per soddisfare le esigenze di questa popolazione in crescita, monsignor O'Brien fondò 15 parrocchie, 6 scuole diocesane cattoliche e 15 asili cattolici. Creò anche un nuovo centro pastorale diocesano nel cuore di Downtown Phoenix.
Inoltre avviò il progetto Primavera, un processo di pianificazione diocesana; istituì il giornale Catholic Sun del quale fu editore, condusse la campagna "Today's Children Tomorrow's Leaders" che portò alla nascita di due scuole elementari, al miglioramento di quelle esistenti e a una migliore dotazione per l'assistenza alle lezioni; elaborò "Vision 2000", un nuovo processo di pianificazione diocesana e promosse diversi eventi in occasione del giubileo del 2000, tra i più significativi, una grande messa al Bank One Ball Park, il festival della fede e il congresso eucaristico. Fu il primo vescovo a parlare spagnolo nella diocesi di Phoenix, rinnovò la Foundation for Senior Living
e fondò la Catholic Community Foundation e la Crozier Dinner.
Scrisse cinque lettere pastorali: "A Springtime of Hopes and Dreams" nel 1986, "On Liturgical Renewal and Eucharistic Guidelines" nel 1987, "Are the Moral Standards of Society Where You Want Them ?" nel 1993, "The Diaconate: A Call and Mission to Serve" nel 1994 e "Strengthen Your Brother: Pastoral Letter to the Presbyterate" nel 1995.
In seno alla Conferenza dei vescovi cattolici degli Stati Uniti fu membro del comitato per le vocazioni dal 1984, membro del comitato per le missioni dal 1984, membro del comitato economico concernente la Santa Sede dal 1984, consultore del comitato per le attività pro-life dal 1990, membro del comitato per le campagne dello sviluppo umano dal 1990, membro del comitato ad hoc per le collette dal 1991, membro del comitato per la dottrina e le pratiche pastorali dal 1992, membro del comitato per il diaconato dal 1995, membro del comitato per il matrimonio e la famiglia dal 1993, rappresentante della regione ecclesiastica XIII nel consiglio consultivo nazionale dal 1993 e nel consiglio amministrativo dal 1993 e presidente del comitato per il matrimonio e la famiglia dal 1996.
Fu inoltre presidente onorario dell'Arizona Alliance of Business Jobs for Youth Program dal 1985, membro speciale della Greater Phoenix Leadership dal 1981, membro del consiglio del Mexican-American Cultural Center dal 1983, membro del consiglio di amministrazione della Catholic Mutual Relief Society dal 1995, membro del consiglio di Catholic Relief Services dal 1987, membro del consiglio della fondazione dell'Università Cattolica d'America dal 1988 e membro del consiglio di direzione dal 1995.
Nel 2002 i procuratori della contea di Maricopa avviarono una grande indagine sulle accuse di abusi sessuali da parte di sacerdoti cattolici della diocesi di Phoenix. Monsignor O'Brien era uno degli obiettivi di tale indagine con l'accusa di aver insabbiato le accuse contro i sacerdoti. L'inchiesta si concluse quando il vescovo ammise di aver protetto i sacerdoti abusatori. Il vescovo accettò di cedere la sua autorità sulla politica di vigilanza sugli abusi sessuali in diocesi in cambio dell'immunità dal rinvio a giudizio per ostruzione della giustizia.
Il 14 giugno 2003, meno di due settimane dopo la firma del contratto con i procuratori, monsignor O'Brien investì e uccise il quarantatreenne Jim Reed in un incidente d'auto da cui poi fuggì. Una persona che guidava dietro al vescovo riferì il numero di targa alla polizia. Gli inquirenti scoprirono un dente in un parafango e una crepa nel parabrezza della Buick Park Avenue del prelato. Monsignor O'Brien affermò che non aveva segnalato l'incidente perché pensava di aver colpito un cane, un gatto o un sasso. Il vescovo venne arrestato per aver lasciato la scena di un incidente e rilasciato dopo aver pagato 45 000 dollari di cauzione.
Il 18 giugno 2003 papa Giovanni Paolo II accettò la sua rinuncia al governo pastorale della diocesi.
Il 17 febbraio 2004 monsignor O'Brien venne riconosciuto colpevole di aver lasciato la scena di un incidente mortale dopo un rapido processo. Il 26 marzo 2004 venne condannato a quattro anni di libertà vigilata e mille ore di servizio alla comunità, oltre che al ritiro della patente di guida per cinque anni. Il vescovo chiese di dedurre dalla mille ore di servizio il tempo di viaggio e flessibilità nel numero di ore da fare ogni mese. È il primo vescovo statunitense ad essere stato condannato per un reato.
Nel novembre 2011 la Catholic Community Foundation di Phoenix annunciò che aveva intenzione di premiare il vescovo O'Brien. Quando la notizia del premio divenne pubblica, alcuni reagirono con indignazione dato che la fondazione avrebbe onorato un vescovo che si era dimesso dopo aver ammesso il coinvolgimento nello scandalo degli abusi sessuali e che era stato condannato per il reato di fuga da un incidente stradale mortale. Pochi giorni dopo monsignor O'Brien rifiutò il premio e la fondazione, affermando di non aver previsto la reazione avversa del pubblico, si scusò con la comunità.
Nel settembre del 2016 venne presentata una causa civile contro la diocesi di Phoenix, diverse parrocchie e il vescovo O'Brien. L'accusa sosteneva che un querelante anonimo fosse stato abusato sessualmente dal vescovo O'Brien quando frequentava la scuola elementare alla fine degli anni '70 e all'inizio degli anni '80. Monsignor O'Brien negò categoricamente le accuse. La causa venne poi archiviata.
Durante i suoi anni di pensionamento monsignor O'Brien continuò a vivere in una casa della diocesi a Phoenix e si divertiva a passare il tempo con la famiglia e gli amici. Negli ultimi anni la salute declinò progressivamente a causa dagli effetti della malattia di Parkinson.
Morì a Phoenix alle 6.11 del 26 agosto 2018. Le esequie si tennero il 31 agosto alle ore 10 nella basilica di Santa Maria a Phoenix e furono presiedute da monsignor Thomas Olmsted. Nel pomeriggio dello stesso giorno venne tumulata nel Saint Francis Catholic Cemetery di Phoenix.

## Genealogia episcopale
La genealogia episcopale è:
- Cardinale Scipione Rebiba
- Cardinale Giulio Antonio Santori
- Cardinale Girolamo Bernerio, O.P.
- Arcivescovo Galeazzo Sanvitale
- Cardinale Ludovico Ludovisi
- Cardinale Luigi Caetani
- Cardinale Ulderico Carpegna
- Cardinale Paluzzo Paluzzi Altieri degli Albertoni
- Papa Benedetto XIII
- Papa Benedetto XIV
- Papa Clemente XIII
- Cardinale Enrico Benedetto Stuart
- Papa Leone XII
- Cardinale Chiarissimo Falconieri Mellini
- Cardinale Camillo Di Pietro
- Cardinale Mieczysław Halka Ledóchowski
- Cardinale Jan Maurycy Paweł Puzyna de Kosielsko
- Arcivescovo Józef Bilczewski
- Arcivescovo Bolesław Twardowski
- Arcivescovo Eugeniusz Baziak
- Papa Giovanni Paolo II
- Vescovo Thomas Joseph O'Brien